# 昭栄福島ショッピングセンター
昭栄福島ショッピングセンター（しょうえいふくしまショッピングセンター）は、福島県福島市にあったショッピングセンター。核テナントはイトーヨーカドー福島店であった。

## 概要
JR福島駅西口の一等地に位置し、イトーヨーカドー福島店が入居していた。
隣接して北側にホテル福島グリーンパレス、福島ビューホテル（現在のザ・セレクトン福島）が位置する。もともと当地には昭栄製糸福島工場が所在し、1982年（昭和57年）の東北新幹線大宮―盛岡駅間開業を機に周辺の再開発事業が進む中で、工場跡地にこれら3施設が建設されることになり、当ショッピングセンターは1985年（昭和60年）1月に開業した。このため、土地・建物は現在でも昭栄製糸の流れをくむヒューリックが所有する。
店舗部分は地上3階建て。平面駐車場のほか2～3階と屋上部分に自走式の立体駐車場が設置されている。この駐車場部分は銀泉が運営するGSパーク福島として管理が委託され、24時間利用が可能であった（22時から8時30分までは入庫不可）。福島店は、当初から太田町商店街振興組合に加入し、駐車場を2時間無料にして回遊性を高めたり、駐車場で地域の夏祭りを開催するなど、地域貢献に熱心だった。
2023年（令和5年）3月、イトーヨーカ堂は経営合理化のため国内店舗を2割超削減し、首都圏に集約する方針を示し、2024年（令和6年）5月6日に福島店、続いて5月26日には郡山店も閉店し、福島県内から撤退した。閉店した郡山店の後継テナントとして入居するヨークベニマルは、2024年4月10日の決算会見で福島店跡地には「条件が合えば入居したい」と発言していた。

### 解体へ
敷地内の駐車場は、2024年6月中旬からパラカが月決めと時間貸しの駐車場として活用を始め、土地と建物を所有するヒューリックは、地質調査を行い、建物は2025年（令和7年）4月以降、解体されることになった。同社は解体後の跡地利用について、「あらゆる選択肢を含めて検討している」とコメントしている。これに伴い、駐車場の営業は3月末で終了する。

## 主な店舗

### 閉店した店舗
- イトーヨーカドー福島店
  - サイゼリヤ イトーヨーカドー福島店 - もともとはイトーヨーカドー直営のファミリーレストラン、ファミールであった。
  - JTB福島イトーヨーカドー店
- ミスタードーナツ福島西口ショップ

## 交通
- JR東北本線・奥羽本線 福島駅西口から徒歩で約2分。